# Tereapii Tapoki
Tereapii Tapoki, född 9 april 1984, är en friidrottare från Cooköarna. Hon deltog vid olympiska sommarspelen 2004 och olympiska sommarspelen 2008.